# Синагога в Быдгощи
Синагога в Быдгощи - синагога, располагавшаяся в польском городе Быдгощ (пол. Bydgoszcz) на перекрёстке улиц Валы Ягелоньские (пол. Waly Jagielonskie) и Яна Казимежа (пол. Jana Kazimierza).

## История
Первая («Старая») синагога в Быдгощи была построена из дерева в 1834 году, на улице Под Бланками (пол. Pod Blankami). Но через несколько лет она оказалась слишком малой, чтобы удовлетворить потребности значительно увеличившейся еврейской общины. Поэтому руководство местной еврейской общины приняло решение о строительстве новой, большой каменной синагоги. Несмотря на то, что участок земли под расширение был приобретён в 1867 году, из-за финансовых трудностей к строительству приступили только в 1882 году, благодаря помощи польского банкира еврейского происхождения, почётного гражданина города Быдгощ, Луиса Аронсона. Автором проекта был Альфред Мюттрей. Старая синагога была закрыта, здание продано, а деньги также пошли на строительство. Строительство велось в основном руками местных верующих.
Краеугольный камень новой синагоги был положен 21 октября 1882 года и через два года здание было готово. Открытие состоялось 9 сентября 1884 года, а в октябре того же года здесь было проведено первое торжественное богослужение.
Вскоре по инициативе Луиса Аронсона при синагоге была открыта еврейская школа. Практически весь период между двумя мировыми войнами раввином в синагоге был доктор Эрафим Зонненшейн.
После начала второй мировой войны и вступления нацистов в Быдгощ синагога была закрыта. 14 сентября 1939 г. глава города Вернер Кампе на страницах „Deutsche Rundschau” объявил тендер на снос синагоги и других зданий, принадлежащих еврейской общине. Уже в декабре 1939 году она была полностью разобрана, причём в основном руками местных жителей.

## Архитектура
Для такого небольшого города, как Быдгощ, здание синагоги было впечатляющим. Это было большое монументальное и красивое строение. Главный вход для мужчин был украшен тремя арками, а входы для женщин располагались в боковых стенах, за которыми находились лестницы, ведущие в помещение для женщин на втором этаже. Синагога была с одним нефом. С улицы люди попадали в меньший зал, где проходили ежедневные молитвы, и из него можно было попасть в главный зал.
В середине зала находилось 8 колонн, поддерживающих купол в форме балдахина, за ним находилась стальная перегородка,прикрывавшая дверь, за которой находился богато украшенный золотом и серебром синагогальный ковчег, с находившейся перед ним бимой. Синагога была богатое оснащена: золотая литургическая посуда, постоянно горящие меноры перед ковчегом. На западной стороне находились 2 башни с малыми куполами, а посередине, над главным залом, располагался большой купол.
Синагога имела 482 места для мужчин и около 400 мест в части, предназначенной для женщин.